# Eupithecia petersi
Eupithecia petersi är en fjärilsart som beskrevs av Fletcher 1956. Eupithecia petersi ingår i släktet Eupithecia och familjen mätare. Inga underarter finns listade i Catalogue of Life.